# Bruno Bellone
Bruno Bellone (Toulon, 14 maart 1962) is een Frans voormalig professioneel voetballer die tussen 1980 en 1990 als linksbuiten actief was voor AS Monaco, AS Cannes en Montpellier HSC. In 1981 debuteerde hij in het Frans voetbalelftal, waarvoor hij vierendertig interlands speelde en tweemaal doel trof.

## Clubcarrière
Bellone begon zijn carrière bij AS Monaco, waarvoor hij vervolgens zeven seizoenen uitkwam. In zijn tweede seizoen, waarin hij twaalfmaal wist te scoren, werd hij met Monaco landskampioen. Na die zeven seizoenen vertrok de linksbuiten naar AS Cannes. Na zijn vertrek was Monaco opnieuw kampioen geworden. In zesentwintig duels kwam Bellone tot negen doelpunten voor Cannes dat seizoen. Een seizoen lang speelde hij voor Montpellier HSC, maar meer dan dertien duels zou hij er niet spelen. Bellone besloot zijn carrière bij Cannes, waar hij in zijn laatste jaargang tot eenendertig wedstrijden en vijf doelpunten kwam.

## Interlandcarrière
Zijn debuut voor het Frans voetbalelftal maakte Bellone op 14 oktober 1981, toen er met 3–2 verloren werd van Ierland. De aanvaller mocht van bondscoach Michel Hidalgo in de basis beginnen en hij werd na tweeënzestig minuten gewisseld voor Didier Six. Al in de negende minuut had hij een doelpunt gemaakt. De andere debutant dit duel was René Girard (Girondins Bordeaux). Op het EK 1984 speelde Bellone in drie van de zes wedstrijden mee. Frankrijk won de Europese titel door in de finale met 2–0 te winnen van Spanje. Een van die twee doelpunten scoorde hij en de ander kwam van aanvoerder Michel Platini. Ook op het WK 1986 werd Bellone meegenomen. Tijdens de kwartfinale tegen Brazilië beleefde hij een vreemde ontknoping. In de laatste minuten van de blessuretijd liep hij alleen op het Braziliaanse doel af en hij omspeelde doelman Carlos. Die haalde hem echter neer, maar de scheidsrechter zag de overtreding niet. In de penaltyreeks schoot Bellone de bal tegen de paal, maar via de rug van Carlos verdween de bal in het doel. Ondanks protest van de Brazilianen werd deze strafschop (terecht) toegekend. In de halve finale werd echter verloren van West-Duitsland met 2–0.

### Gespeelde interlands
| Interlands van Bellone voor Frankrijk | Interlands van Bellone voor Frankrijk | Interlands van Bellone voor Frankrijk      | Interlands van Bellone voor Frankrijk | Interlands van Bellone voor Frankrijk | Interlands van Bellone voor Frankrijk |
| №                                     | Datum                                 | Wedstrijd                                  | Uitslag                               | Competitie                            | Goals                                 |
| Als speler van AS Monaco              | Als speler van AS Monaco              | Als speler van AS Monaco                   | Als speler van AS Monaco              | Als speler van AS Monaco              | Als speler van AS Monaco              |
| ------------------------------------- | ------------------------------------- | ------------------------------------------ | ------------------------------------- | ------------------------------------- | ------------------------------------- |
| 1                                     | 14 oktober 1981                       | Ierland – Frankrijk                        | 3 – 2                                 | Kwalificatie WK 1982                  | 9'                                    |
| 2                                     | 5 december 1981                       | Frankrijk – Cyprus                         | 4 – 0                                 | Kwalificatie WK 1982                  |                                       |
| 3                                     | 24 maart 1982                         | Frankrijk – Noord-Ierland                  | 4 – 0                                 | Vriendschappelijk                     |                                       |
| 4                                     | 28 april 1982                         | Frankrijk – Peru                           | 0 – 1                                 | Vriendschappelijk                     |                                       |
| 5                                     | 14 mei 1982                           | Frankrijk – Bulgarije                      | 0 – 0                                 | Vriendschappelijk                     |                                       |
| 6                                     | 2 juni 1982                           | Frankrijk – Wales                          | 0 – 1                                 | Vriendschappelijk                     |                                       |
| 7                                     | 10 juli 1982                          | Frankrijk – Polen                          | 2 – 3                                 | WK 1982                               |                                       |
| 8                                     | 23 april 1983                         | Frankrijk – Joegoslavië                    | 4 – 0                                 | Vriendschappelijk                     |                                       |
| 9                                     | 5 oktober 1983                        | Frankrijk – Spanje                         | 1 – 1                                 | Vriendschappelijk                     |                                       |
| 10                                    | 12 november 1983                      | Joegoslavië – Frankrijk                    | 0 – 0                                 | Vriendschappelijk                     |                                       |
| 11                                    | 29 februari 1984                      | Frankrijk – Engeland                       | 2 – 0                                 | Vriendschappelijk                     |                                       |
| 12                                    | 28 maart 1984                         | Frankrijk – Oostenrijk                     | 1 – 0                                 | Vriendschappelijk                     |                                       |
| 13                                    | 18 april 1984                         | Frankrijk – West-Duitsland                 | 1 – 0                                 | Vriendschappelijk                     |                                       |
| 14                                    | 1 juni 1984                           | Frankrijk – Schotland                      | 2 – 0                                 | Vriendschappelijk                     |                                       |
| 15                                    | 12 juni 1984                          | Frankrijk – Denemarken                     | 1 – 0                                 | EK 1984                               |                                       |
| 16                                    | 23 juni 1984                          | Frankrijk – Portugal                       | 3 – 2                                 | EK 1984                               |                                       |
| 17                                    | 27 juni 1984                          | Frankrijk – Spanje                         | 2 – 0                                 | EK 1984                               | 90'                                   |
| 18                                    | 21 november 1984                      | Frankrijk – Bulgarije                      | 1 – 0                                 | Kwalificatie WK 1986                  |                                       |
| 19                                    | 8 december 1984                       | Frankrijk – Duitse Democratische Republiek | 2 – 0                                 | Kwalificatie WK 1986                  |                                       |
| 20                                    | 3 april 1985                          | Joegoslavië – Frankrijk                    | 0 – 0                                 | Kwalificatie WK 1986                  |                                       |
| 21                                    | 2 mei 1985                            | Bulgarije – Frankrijk                      | 2 – 0                                 | Kwalificatie WK 1986                  |                                       |
| 22                                    | 11 september 1985                     | Duitse Democratische Republiek – Frankrijk | 2 – 0                                 | Kwalificatie WK 1986                  |                                       |
| 23                                    | 30 oktober 1985                       | Frankrijk – Luxemburg                      | 6 – 0                                 | Kwalificatie WK 1986                  |                                       |
| 24                                    | 26 maart 1986                         | Frankrijk – Argentinië                     | 2 – 0                                 | Vriendschappelijk                     |                                       |
| 25                                    | 5 juni 1986                           | Frankrijk – Sovjet-Unie                    | 1 – 1                                 | WK 1986                               |                                       |
| 26                                    | 21 juni 1986                          | Brazilië – Frankrijk                       | 1 – 1                                 | WK 1986                               |                                       |
| 27                                    | 25 juni 1986                          | Frankrijk – West-Duitsland                 | 0 – 2                                 | WK 1986                               |                                       |
| 28                                    | 28 juni 1986                          | België – Frankrijk                         | 2 – 4                                 | WK 1986                               |                                       |
| 29                                    | 19 augustus 1986                      | Zwitserland – Frankrijk                    | 2 – 0                                 | Vriendschappelijk                     |                                       |
| 30                                    | 11 oktober 1986                       | Frankrijk – Sovjet-Unie                    | 0 – 2                                 | Kwalificatie EK 1988                  |                                       |
| 31                                    | 19 november 1986                      | Duitse Democratische Republiek – Frankrijk | 0 – 0                                 | Kwalificatie EK 1988                  |                                       |
| Als speler van AS Cannes              |                                       |                                            |                                       |                                       |                                       |
| 32                                    | 18 november 1987                      | Frankrijk – Duitse Democratische Republiek | 0 – 1                                 | Kwalificatie EK 1988                  |                                       |
| 33                                    | 27 januari 1988                       | Israël – Frankrijk                         | 1 – 1                                 | Vriendschappelijk                     |                                       |
| 34                                    | 5 februari 1988                       | Frankrijk – Marokko                        | 2 – 1                                 | Vriendschappelijk                     |                                       |

## Clubstatistieken
| Seizoen | Club            | Competitie | Competitie | Competitie | Beker | Beker | Internationaal | Internationaal | Totaal | Totaal |
| Seizoen | Club            | Competitie | Wed.       | Dlp.       | Wed.  | Dlp.  | Wed.           | Dlp.           | Wed.   | Dlp.   |
| ------- | --------------- | ---------- | ---------- | ---------- | ----- | ----- | -------------- | -------------- | ------ | ------ |
| 1980/81 | AS Monaco       | Division 1 | 12         | 2          | 0     | 0     | —              | —              | 12     | 2      |
| 1981/82 | AS Monaco       | Division 1 | 30         | 12         | 2     | 0     | 2              | 2              | 34     | 14     |
| 1982/83 | AS Monaco       | Division 1 | 30         | 3          | 4     | 0     | 2              | 0              | 36     | 0      |
| 1983/84 | AS Monaco       | Division 1 | 33         | 8          | 8     | 3     | —              | —              | 41     | 11     |
| 1984/85 | AS Monaco       | Division 1 | 34         | 13         | 8     | 2     | 2              | 0              | 44     | 15     |
| 1985/86 | AS Monaco       | Division 1 | 25         | 5          | 1     | 0     | 2              | 1              | 28     | 6      |
| 1986/87 | AS Monaco       | Division 1 | 31         | 4          | 4     | 1     | —              | —              | 35     | 5      |
| 1987/88 | AS Cannes       | Division 1 | 26         | 9          | 0     | 0     | —              | —              | 26     | 9      |
| 1988/89 | Montpellier HSC | Division 1 | 13         | 2          | 3     | 0     | —              | —              | 16     | 2      |
| 1989/90 | AS Cannes       | Division 1 | 31         | 5          | 2     | 1     | —              | —              | 33     | 6      |
| Totaal  | Totaal          | Totaal     | 265        | 63         | 32    | 7     | 8              | 3              | 305    | 73     |

## Erelijst
AS Monaco
- Frans landskampioen

1981/82
- Frans bekerwinnaar

1984/85
- Franse supercup

1985
- Alpencup

1983, 1984
 Frankrijk
- Europees kampioenschap

Eerste 1984
- Wereldkampioenschap

Derde 1986